# 싱가포르 의회
싱가포르 의회(Parliament of Singapore)는 싱가포르 공화국의 단원제 입법부로, 싱가포르의 대통령과 함께 국가를 통치한다. 의회는 주로 웨스트민스터 체제에 기초하여 선출된 국회의원(MP), 임명된 비선거 국회의원(NCMP) 및 지명된 국회의원(NMP)으로 구성된다. 2020년 총선 이후 3개 정당 소속 의원 93명(현재 87명)과 NCMP 2명이 제14대 국회의원에 당선됐다. 의회 개회 기간 동안 일반적으로 9명의 NMP가 2년마다 대통령에 의해 임명된다.
국회의장은 국회의 행정과 사무국을 총괄하며, 국회의회를 주재한다. 하원의장은 국무총리가 정부 업무와 의회 입법 프로그램을 주선하기 위해 임명한 의원이고, 야당 대표(LO)는 정부 소속이 아닌 최대 정당을 이끄는 의원이다. 의회 업무 중 일부는 소수의 의원으로 구성된 선정된 위원회에 의해 수행된다. 특정 임무를 수행하기 위해 상임위원회를 상설로 구성하고, 법안의 내용 검토 등을 처리하기 위해 수시로 임시특별위원회를 설치한다. 또한 현재 의회에서 가장 큰 정당인 집권 인민행동당(PAP)의 선정된 후보들은 정부 의회 위원회(GPC)에 참여하여 정부 부처의 정책, 프로그램 및 제안된 법안을 검토한다.
의회의 주요 기능은 입법, 국가 재정 통제, 장관의 책임 보장이다. 의회는 회기 중에 소집된다. 특정 의회의 첫 번째 회기는 총선거 이후 의회가 구성된 후 회의를 열 때 시작된다. 의회가 휴회(일시 정지)되거나 해산되면 회기는 종료된다. 각 의회의 최대 임기는 5년이며, 그 이후에는 의회가 자동으로 해산된다. 그러면 총선거는 3개월 이내에 실시되어야 한다.
국회 의석 정족수는 의장을 제외한 전체 의원 수의 4분의 1이다. 국회의원은 발의안을 발의하고 발의 이유를 설명하는 개회사를 통해 토론을 시작한다. 그런 다음 의장(또는 의회가 위원회에 있는 경우 의장)은 발의안을 질문 형식으로 제출하고, 이어서 다른 의원이 발의안에 대해 토론할 수 있다. 그 이후에는 발동인은 회신권을 행사할 수 있다. 토론이 종료되면 의장은 하원에 동의안에 대한 질문을 제출하고 투표를 요청한다. 투표는 일반적으로 구두로 이루어지며, 발의안의 통과 여부는 해당 발의안에 반대한 의원보다 더 많은 의원이 찬성했는지에 대한 발언자의 개인적인 평가에 따라 달라진다. 의원의 투표는 의원이 분할을 주장하는 경우에만 공식적으로 계산된다.
의회는 1955년부터 1999년까지 구 국회의사당에서 처음 소집되었으며, 1999년 9월 6일 현재의 국회의사당으로 이전되었다.

## 같이 보기
- 싱가포르의 대통령